# Cyclophyllum novoguineensis
Cyclophyllum novoguineensis là một loài thực vật có hoa trong họ Thiến thảo. Loài này được (Miq.) A.P.Davis & Ruhsam mô tả khoa học đầu tiên năm 2005.